# Zuger Nachrichten
Die Zuger Nachrichten war eine Schweizer Zeitung, die in verschiedener Form und unter verschiedenen Herausgebern vom 15. Dezember 1886 bis zum 30. Dezember 1995 erschienen ist.

## Geschichte
Im Dezember 1886 erschien erstmals die vom Pressverein getragene Parteizeitung der Zuger Katholisch-Konservativen, nachdem die ebenfalls konservative, aber nicht von der Partei kontrollierte 1846 gegründete Neue Zuger Zeitung diese zu wenig unterstützt hatte. Letztere wurde 1891 von den Zuger Nachrichten übernommen. Publizistischer Gegner war das liberale, 1861 gegründete Zuger Volksblatt. Beide Zeitungen wurden lange Zeit von führenden Parteivertretern redigiert, u. a. die Zuger Nachrichten 1912–1934 vom nachmaligen Bundesrat Philipp Etter. Kurz nach der Gründung zählte die Lokalzeitung 1000 Abonnenten, 1930 waren es bereits 3000. Damit erreichte sie mehr als 40 % der Haushalte. 1969 übernahm die Druckerei Zürcher in Zug die von ihr seit Beginn gedruckte Zeitung, löste die Zuger Nachrichten von der Partei und positionierte das Blatt als Forumszeitung. Ab 1991 erschien es als Tageszeitung. 1996 fusionierten die Zuger Nachrichten mit der Zuger Zeitung, in der 1991 bereits das ab 1966 als Zuger Tagblatt fortgesetzte Zuger Volksblatt aufgegangen war, zur Neuen Zuger Zeitung. Diese erscheint seither als Kopfblatt der Neuen Luzerner Zeitung.